# إميل برونر
إميل برونر (بالإنجليزية: Emil Brunner)‏ (و. 1889 – 1966 م) هو عالم عقيدة، وأستاذ جامعي، من سويسرا، ولد في فينترتور، توفي في زيورخ، عن عمر يناهز 77 عاماً.

## مناصب
تولى منصب President of the University of Zurich ‏.

## جوائز
حصل على جوائز منها:
- قائد الصليب من وسام استحقاق جمهورية ألمانيا الاتحادية.

## روابط خارجية
- إميل برونر على موقع الموسوعة البريطانية (الإنجليزية)
- إميل برونر على موقع مونزينجر (الألمانية)